# Валлерог
Валлеро́г, Валлероґ (фр. Valleraugue) — колишній муніципалітет у Франції, у регіоні Окситанія, департамент Гар. Населення — 1047 осіб (2011).
Муніципалітет був розташований на відстані близько 540 км на південь від Парижа, 60 км на північ від Монпельє, 65 км на північний захід від Німа.

## Історія
До 2015 року муніципалітет перебував у складі регіону Лангедок-Русійон. Від 1 січня 2016 року належав до нового об'єднаного регіону Окситанія.
1 січня 2019 року Валлерог і Нотр-Дам-де-ла-Рув'єр було об'єднано в новий муніципалітет Валь-д'Егуаль.

## Демографія
Динаміка населення (INSEE ):
Розподіл населення за віком та статтю (2006):
| Стать | Всього | До 15 років | 15-24 | 25-44 | 45-64 | 65-85 | Понад 85 |
| --- | ------ | ----------- | ----- | ----- | ----- | ----- | -------- |
| Чоловіки | 532    | 68          | 60    | 100   | 196   | 84    | 24       |
| Жінки | 552    | 88          | 32    | 112   | 168   | 120   | 32       |
| \| Статево-вікова піраміда \| Статево-вікова піраміда \| Статево-вікова піраміда \| \| ----------------------- \| ----------------------- \| ----------------------- \| \| Чоловіки \| Вік \| Жінки \| \| 24 \| 85 + \| 32 \| \| 24 \| 80-84 \| 44 \| \| 12 \| 75-79 \| 24 \| \| 12 \| 70-74 \| 44 \| \| 36 \| 65-69 \| 8 \| \| 48 \| 60-64 \| 48 \| \| 44 \| 55-59 \| 32 \| \| 56 \| 50-54 \| 40 \| \| 48 \| 45-49 \| 48 \| \| 48 \| 40-44 \| 48 \| \| 16 \| 35-39 \| 20 \| \| 28 \| 30-34 \| 24 \| \| 8 \| 25-29 \| 20 \| \| 16 \| 20-24 \| 12 \| \| 44 \| 15-20 \| 20 \| \| 40 \| 10-14 \| 32 \| \| 16 \| 5-9 \| 36 \| \| 12 \| 0-4 \| 20 \| |        |             |       |       |       |       |          |
| Статево-вікова піраміда |        |             |       |       |       |       |          |
| Чоловіки | Вік    | Жінки       |       |       |       |       |          |
| 24 | 85 +   | 32          |       |       |       |       |          |
| 24 | 80-84  | 44          |       |       |       |       |          |
| 12 | 75-79  | 24          |       |       |       |       |          |
| 12 | 70-74  | 44          |       |       |       |       |          |
| 36 | 65-69  | 8           |       |       |       |       |          |
| 48 | 60-64  | 48          |       |       |       |       |          |
| 44 | 55-59  | 32          |       |       |       |       |          |
| 56 | 50-54  | 40          |       |       |       |       |          |
| 48 | 45-49  | 48          |       |       |       |       |          |
| 48 | 40-44  | 48          |       |       |       |       |          |
| 16 | 35-39  | 20          |       |       |       |       |          |
| 28 | 30-34  | 24          |       |       |       |       |          |
| 8 | 25-29  | 20          |       |       |       |       |          |
| 16 | 20-24  | 12          |       |       |       |       |          |
| 44 | 15-20  | 20          |       |       |       |       |          |
| 40 | 10-14  | 32          |       |       |       |       |          |
| 16 | 5-9    | 36          |       |       |       |       |          |
| 12 | 0-4    | 20          |       |       |       |       |          |

## Економіка
2010 року серед 627 осіб працездатного віку (15—64 років) 438 були активними, 189 — неактивними (показник активності 69,9%, у 1999 році було 68,2%). З 438 активних мешканців працювали 374 особи (203 чоловіки та 171 жінка), безробітними було 64 (30 чоловіків та 34 жінки). Серед 189 неактивних 38 осіб було учнями чи студентами, 80 — пенсіонерами, 71 була неактивною з інших причин.

У 2010 році в муніципалітеті числилось 477 оподаткованих домогосподарств, у яких проживали 954,5 особи, медіана доходів виносила 14 300 євро на одного особоспоживача